# 8 Batalion Saperów (II RP)

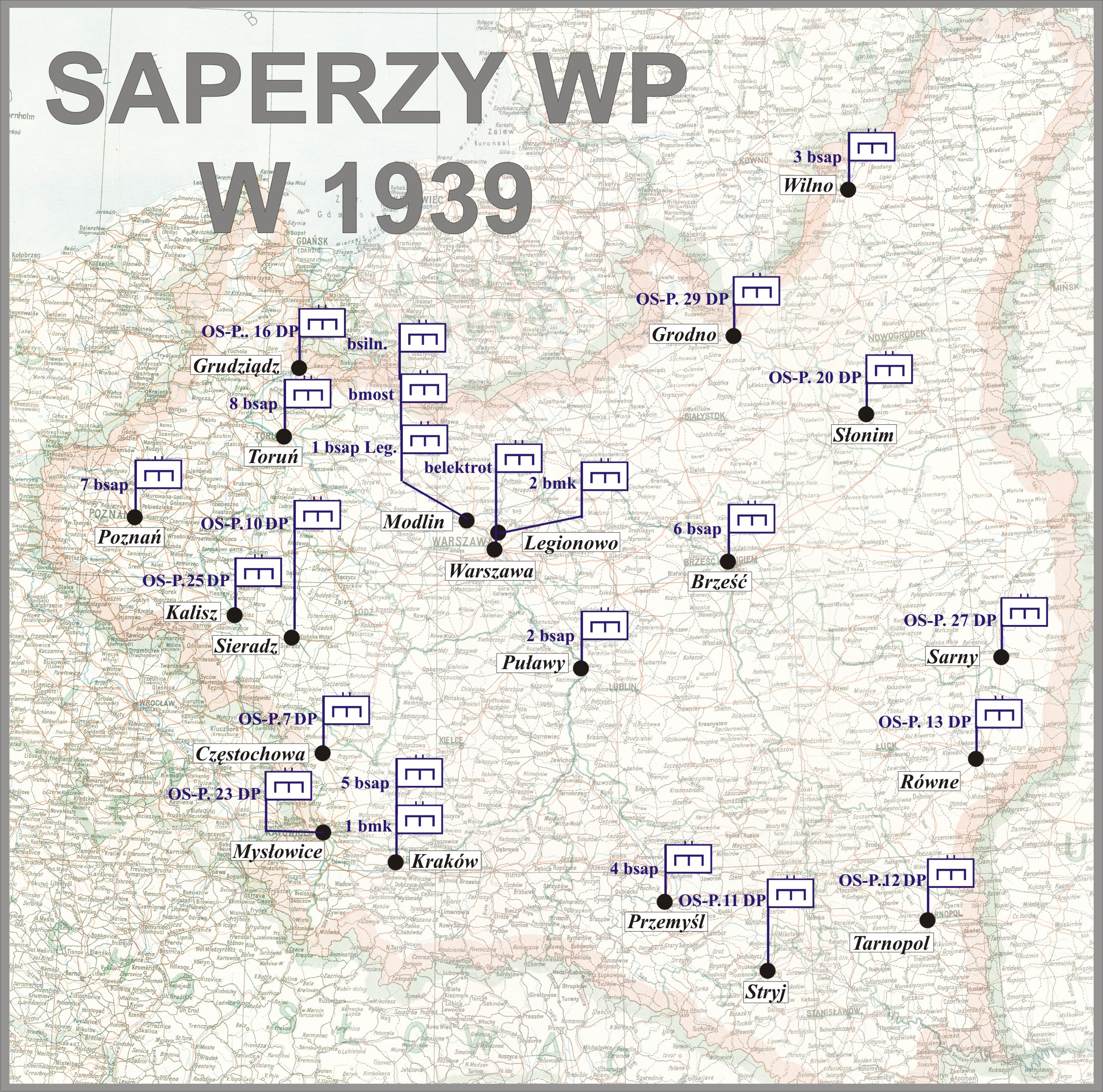
Jednostki saperskie WP w 1939

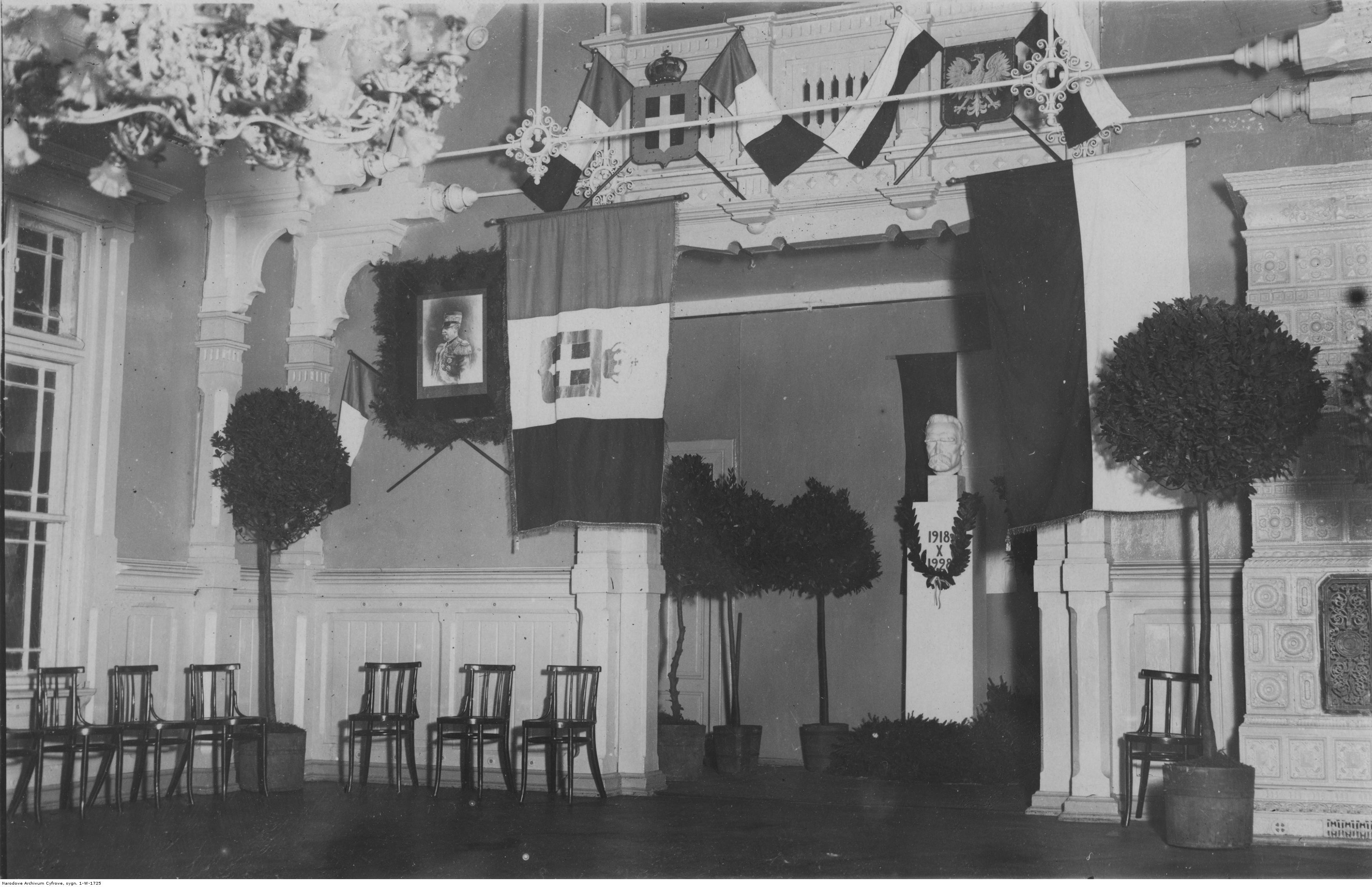
Kasyno oficerskie 8 bsap w Toruniu – sala udekorowana z okazji uroczystości włoskich; 17 listopada 1928

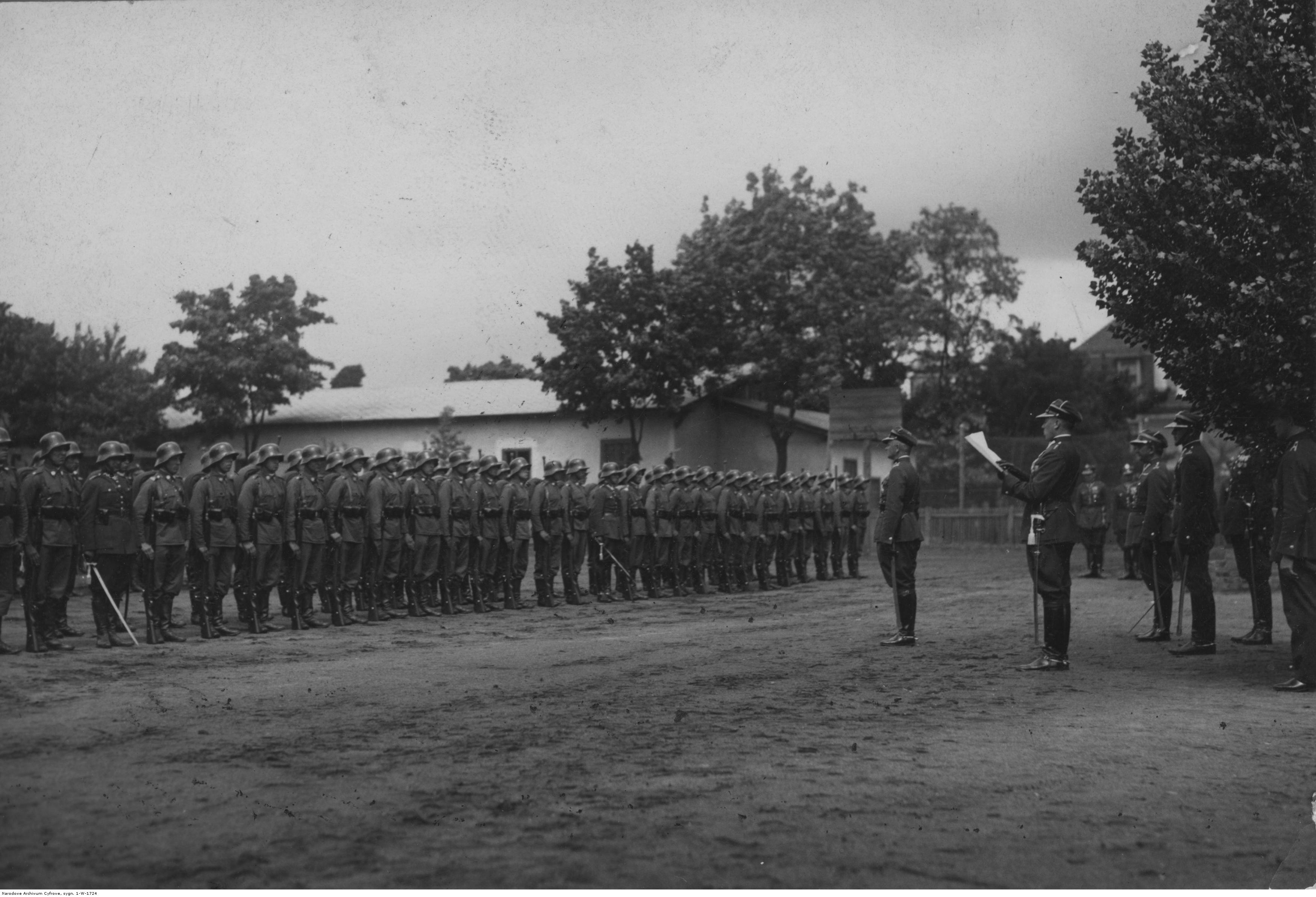
Święto 8 bsap w Toruniu – odczytanie rozkazu nadającego grupie saperów wyższe szarże; czerwiec 1932

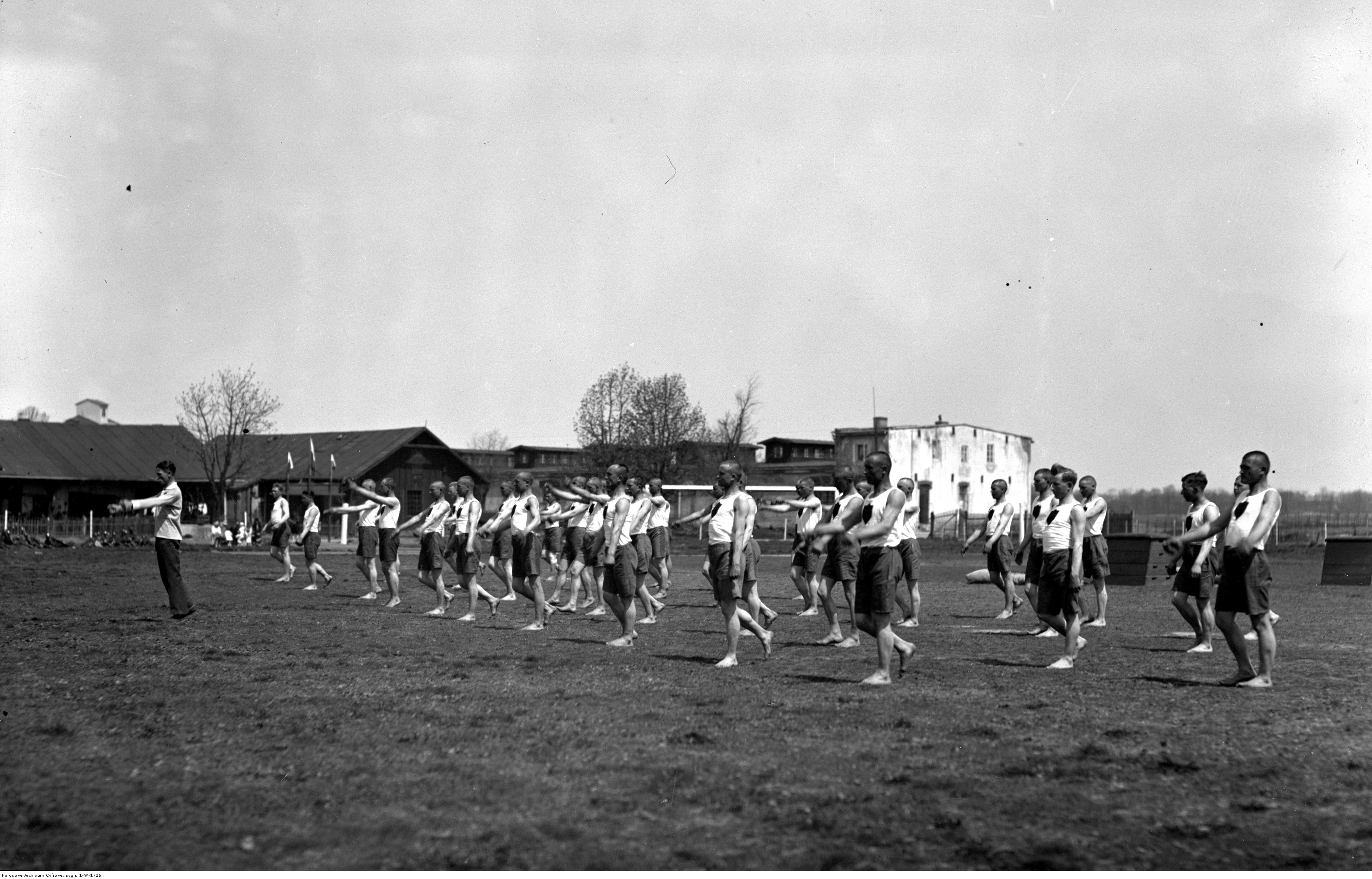
Ranne ćwiczenia gimnastyczne w 8 bsap w Toruniu

8 Batalion Saperów (8 bsap) – oddział saperów Wojska Polskiego w II Rzeczypospolitej.
Batalion (pułk) był  jednostką wojskową istniejącą w okresie pokoju i spełniającą zadania mobilizacyjne wobec oddziałów i pododdziałów saperów. Spełniał również zadania organizacyjne i szkoleniowe. Stacjonował w Toruniu. W 1939, po zmobilizowaniu jednostek przewidzianych planem mobilizacyjnym, został rozwiązany.

## Geneza
W ciągu działań wojennych bataliony, które później utworzyły 8 pułk saperów, zdobyły około 140 jeńców, 2 pociągi pancerne, dwa działa, 1300 karabinów ręcznych, 6 karabinów maszynowych, 150 wozów i 8 kuchen polowych. Z większych obiektów komunikacyjnych bataliony zniszczyły, 21 dużych mostów kolejowych i drogowych, urządzenia stacyjne na 11 stacjach kolejowych oraz 4 tamy rzeczne. Zbudowano 15 większych mostów polowych i półstałych. Zniszczenia i naprawy mniejszych mostów i mostków sięgają liczby 260. Zbudowane podczas wojny przez bataliony linie obronne należy liczyć w setkach kilometrów.

## Formowanie i zmiany organizacyjne
W sierpniu 1921, w Toruniu, z „wojennych” 4 bsap mjr. Kazimierza Możdżenia, 15 bsap kpt. Mariana Kaufera i 16 bsap kpt. Jakuba Witkowskiego sformowany został 8 pułk saperów. 18 października 1921 jednostka została dyslokowana z Grudziądza do Torunia, do koszar Zamoyskiego.
W dniu 17 sierpnia 1923 odbyła się uroczystość Święta Pułkowego i odsłonięcie pomnika wystawionego przez żołnierzy 8 psap. na cześć poległych kolegów, uroczystość uświetnili swoją obecnością: Inspektor III Armii gen. dyw. Skierski, dowódca Okręgu Korpusu nr. VIII gen. bryg. Latour i Szef Departamentu Inżynierii i Saperów płk. Dąbkowski.
W 1925 został rozformowany XVI batalion saperów przy czym jego 1 kompania została wcielona do XV batalionu saperów i przemianowana na 3 kompanię, natomiast 2 kompania została wcielona do IV batalionu saperów i przemianowana na 3 kompanię.
22 maja 1926 odbyło się uroczyste zakończenie Pułkowej Szkoły Podoficerskiej. Komendantem szkoły był porucznik Czesław Mazurek, a instruktorami porucznicy: Leonard Matrybiński i Wiktor Neklaws. Szkołę ukończyło 43 szeregowców. I lokatę zajął starszy saper Stasiewski, II lokatę – starszy saper Armknecht, a III lokatę – starszy saper Margela.
19 maja 1927 Minister Spraw Wojskowych, marszałek Polski Józef Piłsudski zatwierdził dzień 17 sierpnia, jako święto pułkowe. 20 czerwca 1931 Minister Spraw Wojskowych, marszałek Polski Józef Piłsudski zmienił datę święta 8 bsap na dzień 30 maja.
24 października 1929 roku 8 psap został przeformowany w 8 batalion saperów, w składzie: dowództwo, kwatermistrzostwo, pluton łączności, kompania administracyjna, kompania szkolna i cztery kompanie saperskie.
W lutym 1935 batalion wydzielił ze swego składu jedną kompanię, na bazie której zorganizowana została 16 kompania saperów.

## Mobilizacja batalionu
8 batalion saperów był jednostką mobilizującą.
W dniach 24–26 sierpnia 1939, w mobilizacji alarmowej, w grupie jednostek oznaczonych kolorem niebieskim, sformował czternaście pododdziałów saperów przeznaczonych dla Armii „Pomorze”:
- Szefostwo Fortyfikacji „Toruń” (typu II)
- Dowództwo Grupy Fortyfikacyjnej Nr 81
- 4 batalion saperów (typu IIb) dla 4 DP – mjr Teofil Boniecki
- 15 batalion saperów (typu IIa) dla 15 DP – mjr Jan Guderski
- 48 batalion saperów (armijny typu IIb z plutonem mostowym czterotonowym nr 48) – mjr Wacław Wasilewski
- 181 rezerwowa kompania saperów
- 182 rezerwowa kompania saperów
- 183 rezerwowa kompania saperów
- 184 rezerwowa kompania saperów
- 81 pluton parkowy saperów
- 82 pluton parkowy saperów
- 181 lekka kolumna pontonowa (typu I)
- 182 lekka kolumna pontonowa (typu II)

Po zakończeniu mobilizacji batalion został rozformowany.

## Żołnierze 8 pułku (batalionu) saperów
Dowódcy pułku (batalionu)
- płk Witold Butler (1921–1927)
- ppłk Aleksander Stanisław Aleksandrowicz (1927–1930)
- ppłk Eustachy Gorczyński (1930–1936)
- mjr / ppłk sap. Stanisław Perko (1 III 1936 – 1 XII 1937)
- ppłk dypl. sap. Józef Grodecki (1937–1939)

Zastępcy dowódcy
- mjr Wiktor II Krajewski (1923)
- mjr Edward Nejberg (X 1926[a].
- ppłk SG Alfred Mitschke (od XI 1926[5])
- mjr Ludwik Aleksander Turulski (XI 1929 – III 1932[6])
- mjr sap. Stanisław Perko (28 VI 1933[7] – 1 III 1936)
- mjr Jan Guderski (1939)

### Organizacja i obsada personalna batalionu w 1939 roku
Ostatnia organizacja pokojowa i obsada personalna batalionu:
- dowódca batalionu – ppłk dypl. Józef Grodecki
- I zastępca dowódcy batalionu – mjr Jan Guderski
- adiutant – por. Bańkowski Roman Marian
- oficer sztabowy ds. wyszkolenia – mjr Boniecki Teofil
- lekarz medycyny – por. lek. Witczak Teofil Władysław
- II zastępca dowódcy (kwatermistrz) – mjr Wasilewski Wacław
- oficer mobilizacyjny – kpt. Feliksik Roman
- zastępca oficera mobilizacyjnego – por. Skwierczyński Mieczysław
- oficer administracyjno-materiałowy – por. Jarzymowski Tadeusz
- oficer gospodarczy – kpt. int. Jakobschy Władysław
- dowódca kompanii gospodarczej – por. Sowiński Mieczysław Wojciech
- oficer żywnościowy – chor. Zbigniew Burian
- komendant parku – kpt. Brzostowicz Antoni
- zastępca komendanta – por. Sowiński Stefan
- dowódca kompanii specjalnej – kpt. dypl. Grzegrzółka Feliks
- dowódca plutonu łączności – kpt. dypl. Grzegrzółka Feliks
- dowódca plutonu przeciwgazowego – por. Tarajkowicz Leon
- dowódca kompanii szkolnej – kpt. Bojko Włodzimierz
- dowódca plutonu – por. Kubasik Eugeniusz
- dowódca plutonu – ppor. Goliński Jerzy
- dowódca plutonu – ppor. Juchtman Norbert
- dowódca plutonu – ppor. Mustajew Jerzy
- dowódca 1 kompanii – kpt. Wiśniewski Leonard
- dowódca plutonu – ppor. Bujnowski Tadeusz Wojciech
- dowódca plutonu – chor. Plewa Paweł
- dowódca 2 kompanii – por. Eugeniusz Stawiński
- dowódca plutonu – ppor. Eugeniusz Malejewski
- dowódca 3 kompanii – por. Wilhelm Arnold Krause
- dowódca plutonu – ppor. Władysław Łopacki
- dowódca plutonu – chor. Leon Fortunko
- dowódca 4 kompanii – por. Józef Dalecki
- dowódca plutonu – ppor. Paweł Jagodziński
- dowódca plutonu – por. rez. pdsc. Marian Stanisław Specyalski
- dowódca plutonu – chor. Jan Kowalski

Oddelegowani na kurs
- por. Jan Dąbrowski
- ppor. Jan Kowalski

### Żołnierze batalionu – ofiary zbrodni katyńskiej
Biogramy zamordowanych znajdują się na stronie internetowej Muzeum Katyńskiego
| Nazwisko i imię      | Stopień                | Zawód                  | Miejsce pracy przed mobilizacją        | Zamordowany |
| -------------------- | ---------------------- | ---------------------- | -------------------------------------- | ----------- |
| Frankowski Wacław    | porucznik rezerwy      | inżynier               |                                        | Katyń       |
| Kubasik Eugeniusz    | porucznik              | budowlaniec            |                                        | Katyń       |
| Ługowski Henryk      | porucznik lekarz       | żołnierz zawodowy      |                                        | Katyń       |
| Sułkowski Franciszek | porucznik rezerwy      | mierniczy              | pracował w Sieradzu                    | Katyń       |
| Laudański Józef      | porucznik rezerwy      | inżynier dróg i mostów |                                        | Charków     |
| Nowak Bernard        | podporucznik rezerwy   | lekarz                 | Szpital im. Karola i Marii w Warszawie | Charków     |
| Przygodzki Józef     | major rezerwy          | inżynier budownictwa   | dyr. Liceum Budowlanego w Toruniu      | Charków     |
| Steffen Jan          | porucznik rezerwy      | technik budowlany      |                                        | Charków     |
| Tomaszewski Józef    | podporucznik rezerwy   | nauczyciel             | szkoła w Woronie                       | Charków     |
| Wojtal Józef         | porucznik rezerwy      | technik chemik         |                                        | Charków     |
| Zaorski Stanisław    | podporucznik rezerwy   | inżynier dróg i mostów | Komisariat Rządu w Gdyni               | Charków     |
| Jakubowski Wsiewołod | podpułkownik w st. sp. | ziemianin              |                                        | ULK         |

## Symbole batalionu
Sztandar batalionu
18 marca 1924 roku Minister Spraw Wojskowych zatwierdził wzór sztandaru 8 pułku saperów w Dzienniku Rozkazów Wojskowych nr. 11 poz. 159.
17 sierpnia 1924 roku generał dywizji Leonard Skierski wręczył dowódcy pułku sztandar ufundowany przez społeczeństwo województwa pomorskiego. Na okuciu drzewca widnieje inskrypcja: „W imieniu obywateli Ziemi Pomorskiej ofiarowują 8-mu Pułkowi Saperów Wojewodzina Pomorska Wanda Maria Wachowiakowa i Starosta Krajowy Pomorski dr Józef Wybicki w dniu 17 sierpnia 1924 r. w Toruniu”. Sztandar 8 bsap znajduje się obecnie w Instytucie Polskim i Muzeum im. gen. Sikorskiego w Londynie.

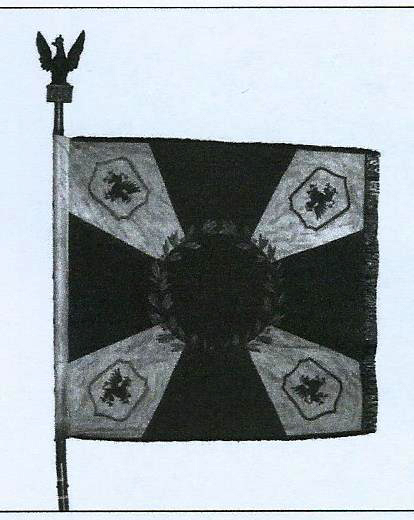
prawa strona sztandaru 8 psap
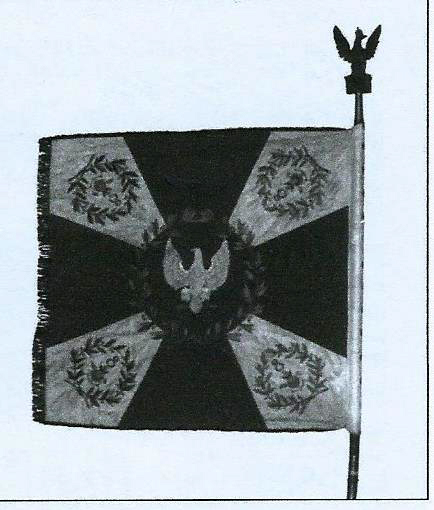
lewa strona sztandaru 8 psap

Odznaka pamiątkowa
16 lipca 1925 roku minister spraw wojskowych generał dywizji Władysław Sikorski, na wniosek dowódcy pułku, zatwierdził wzór odznaki pamiątkowej 8 pułku saperów. Odznaka o wymiarach 42 × 42 mm ma kształt srebrnego krzyża o równo rozwidlonych ramionach pokrytych czarną emalią z czerwonym obrzeżem. Pomiędzy ramionami krzyża widnieją płomienie, z których wystają łopata, siekiera, kilof i kotwica. W centrum znajduje się biała tarcza z czerwonym obramowaniem, na której umieszczono gryfa i rok utworzenia pułku „1921”. Odznaka oficerska, dwuczęściowa, wykonana w srebrze, emaliowana, połączona bez nitów. Na awersie na toporku wybite próby srebra i inicjały grawera JM. Wykonawcą odznaki był Józef Michrowski z Warszawy. Pierwsze odznaki zostały wręczone podczas obchodów święta pułkowego w 1925. Za specjalne zasługi, poniesione dla pułku, odznaki otrzymali: dr Wanda Maria Wachowiakowa, żona wojewody pomorskiego Stanisława Wachowiaka, dr Józef Wybicki, starosta krajowy pomorski, ks. dziekan Jerzy Sienkiewicz i mjr rez. dr Wojciech Jacobson.
Trąbka
Jako udokumentowanie braterstwa broni z wojskiem Italii, na której terenie została utworzona 2 kompania XVI batalionu saperów, wchodząca w skład pułku, otrzymał pułk od bratniego 8 Pułku Inżynierii Królewskiej Armii Italii trąbkę srebrną. Trąbkę tą otrzymał z rąk attaché włoskiego w Polsce, pułkownika Roatto, w dniu 11 listopada 1928 roku. specjalny delegat 8 Pułku Saperów – major Jaworowski, wysłany w tym celu do Warszawy z jednym trębaczem. Uroczystość wręczenia trąbki pułkowi przez dowódcę okręgu korpusu Nr. VIII odbyła się dnia 17 listopada 1928 roku przy dźwiękach hymnu narodowego polskiego i italskiego. Trąbka włoska noszona jest za dowódcą pułku podczas wszelkich uroczystości, w których pułk występuje jako całość.